# Дунайська флотилія (Болгарія)

Радянські бронекатери проекту 1124 знаходились у складі річкових сил Болгарії на Дунаї після Другої світової війни

Болгарська Дунайська флотилія  — назва річкових сил Болгарії на Дунаї та його притоках, що були створені після Російсько-турецької війни 1877-78 років і утворення Болгарського князівства. Флотилія взяла участь у Сербсько-болгарськії війні 1885 року, Другій балканській війні 1913 р., Першій світовій війні і бойових діях Другої світової війни.

## Створення та історія флотилії до кінця Першої світової війни, 1879—1918 років
У 1879 р., після набуття незалежності де-факто, була створена Дунайська флотилія Князівства Болгарії (до 1899 р. військово-морські сили Болгарії організаційно були єдині і називалися Дунайська флотилія і Морська частина). За поданням Командувача окупаційним загоном в Болгарії князя Дондукова-Корсакова болгарам були передані російські кораблі і катери. 31 липня 1879 р. (старого стилю.) у Русе (Рущук) в урочистій обстановці були підняті прапори Князівства Болгарії на пароплавах «Опит», «Горні Студень», «Породім», «Взрив», катерах «Олафчик», «Ракета», «Мотала», «Фардінг» і «Баварія», кількох гребних човнах; в той же час до складу Портового управління у Варні були передані шхуна «Белоруси» і катери «Птичка» і «Варна», кілька інших суден.
Ядром особового складу спочатку стали росіяни — 7 офіцерів і 58 унтер-офіцерів і матросів, дозвіл на службу в Болгарії яких був схвалений імператором Олександром II. До 1885 р. (Сербсько-болгарської війни) російські офіцери відігравали значну роль у становленні нового флоту. У липні ж 1879 р. князь Олександр підписав указ про затвердження Військового міністерства, в структурі якого було створено і Морське управління.
1 серпня 1879 р. першим командиром Дунайської флотилії і Морської частини був призначений російський капітан-лейтенант А. Е. Конкеєвич. Конкеєвич зайнявся організацією флоту Князівства, облаштуванням баз, навчанням екіпажів, а також організував підйом затонулих під час війни суден. У 1881 р. Конкеєвич відкрив Машинну школу в Русе, що стала першим технічним училищем в Болгарії. У тому ж році ним було організовано і будівництво першого судна — бота № 1, а в 1883 р. — будівництво яхти «Олександр I» у Франції.
У 1883 р., з 25 червня по 30 липня, після відставки А. Е. Конкеєвича, Флотилією і Частиною тимчасово командував лейтенант М. Я. Бал, якого змінив лейтенант З. П. Рожественський. Новий командир продовжив роботу по зміцненню і розвитку морських/річкових сил. Болгарії були передані міноноски «Черепаха» і «Бичок», опрацьовувався план передачі більш великих кораблів, але через погіршення російсько-болгарських стосунків російські офіцери, зокрема і Рожественський, були відкликані в Росію.
До вересня 1885 р. у складі дунайської флотилії і Морської частини знаходилися наступні кораблі і катери: яхта «Олександр I», пароплави «Взрив», «Опит», «Голубчик», миноноски «Васил Левски» і «Христо Ботев», парові катери «Баварія», «Мотала», «Фардінг», «Ракета», «Олафчик», «Варна», «Пташка», баржі «Янтра», «Маріца», бот № 1. Кораблі та катери флотилії взяли участь у сербсько-болгарській війні 1885 р. Основним завданням Дунайської флотилії стало перевезення вантажів і патрулювання. Важливу роль флотилія зіграла при обороні Видина, доправляючи продовольство і боєприпаси в обложену фортецю.
Флотилія, на відміну від морського флота, відіграла незначну  роль у Першій Балканській війні: на сухопутному фронті діяла частина екіпажів, а Друга Балканська війна закінчилася для болгар катастрофічно. У результаті кораблі і катери Дунайської флотилії були затоплені на річці Русенски-Лом щоб уникнути захоплення їх румунськими військами.
Участь Дунайської флотилії у Першій світовій війні, в якій Болгарія з 1915 р. вступила на боці Німеччини, Австро-Угорщини і Туреччини, обмежилася проведенням конвойних операцій на Дунаї. Річка відігравала величезну роль для Центральних держав, зв'язуючи всі країни союзу, але дії болгарських кораблів залишилися в тіні операцій найсильнішої Австро-Угорської Дунайської флотилії. Після оголошення перемир'я 1918 р. кораблі та катери флотилії потрапили під контроль країн Антанти — Франції, Румунії та Сербії.

## Історія флотилії в 1919—1960 роках
Згідно з мирним договором, підписаним в Нейі 27 листопада 1919 pjre, Болгарії дозволялося тримати на Дунаї і в морі виключно поліційні сили. З наявних сил визначили чисельність допустимого «флоту» — не більше 4 міноносців, позбавлених торпедного озброєння, і 6 катерів. За необхідності заміни наявних кораблів та катерів дозволялося використовувати нові одиниці водотоннажністю не більше 100 т. Було заборонено мати підводні човни і морську авіацію.
Розвиток морських сил здійснювався в рамках різних міністерств — Міністерства залізниць, пошти і телеграфу (йому підпорядковувалися Морська торгово-поліцейська служба, Річкова торгово-поліцейська служба, а також берегова артилерія), Військового міністерства (йому підпорядковувалася Берегова жандармська група) і Міністерства праці, торгівлі та промисловості (йому підпорядковувалася Морська навчальна частина). Така організація зберігалася до другої половини 1930-х років.
У початковий період Другої світової війни Болгарія, як і в Першу світову війну, була союзником Німеччини. Як і в Першу світову війну, Дунайська флотилія не брала активної участі у війні. Річкові сили залишилися у стороні під час нападу на СРСР 1941 року. (Болгарія не оголошувала війну СРСР). Вони обмежилися протимінними і конвойними операціями до 1944 р. Навіть з урахуванням мобілізованих сил флотилія була слабка. У 1944 р. Болгарія вступила у війну з колишнім союзником — Німеччиною. Згідно з умовами перемир'я з Болгарією військово-морські сили взяли участь у очищенні від мін  Чорного моря і Дунаю. Катери флотилії зі змішаними болгаро-радянськими екіпажами увійшли до складу з'єднань радянської Дунайської флотилії і виконували бойові завдання. Тральщик «Христо Ботев» взяв участь у параді перемоги радянської Дунайської флотилії 5 червня 1945 р. у Відні.
Після закінчення війни тралення річки Дунай залишалося найважливішим завданням річкових сил. Це завдання виконувалося до другої половини 1948 року.
Післявоєнний розвиток болгарських морських і річкових сил йшов в рамках військово-технічного співробітництва з СРСР. Так, основою корабельного складу стали радянські катери, а в радянських морських училищах проводилося навчання болгарських моряків.
У 1950-х роках. склалася нова структура Дунайської флотилії: кораблі були зведені в Дивізіон бронекатерів (дев'ять бронекатерів проекту 1124 і один проекту 1125), Дивізіон тральщиків і постановників віх (по чотири тральщика і постановника віх), Загін допоміжних катерів (чотири сторожових катери).
До кінця 1950-х рр. СРСР посилив контроль над своїми сателітами через систему колективної безпеки в рамках ОВД. Згідно з прийнятим спільним рішенням країн-учасниць договору в 1960 р. Дунайська флотилія Народної Республіки Болгарії, як і дунайські флотилії решти «народних демократій» — учасників Варшавського Договору, були розформовані.
В даний час Болгарія має на Дунаї лише прикордонну охорону.

## Корабельний склад
| Складу до початку сербсько-болгарської війни, 1885 рік | Складу до початку сербсько-болгарської війни, 1885 рік |
| Пароплави                                              | 3                                                      |
| Яхти                                                   | 1                                                      |
| Міноноски                                              | 2                                                      |
| Парові катери                                          | 7                                                      |
| Складу до початку Першої Балканської війни 1912 рік    | Складу до початку Першої Балканської війни 1912 рік    |
| Пароплави                                              | 3                                                      |
| Сторожові катери                                       | 6 (вкл. міноноски)                                     |
| Навчальні катери                                       | 1                                                      |
| Складу до початку Другої світової війни, 1939 рік.     | Складу до початку Другої світової війни, 1939 рік.     |
| Сторожові катери                                       | 4                                                      |
| Моторні катери                                         | 3 (?)                                                  |
| ------------------------------------------------------ | ------------------------------------------------------ |